# Gruppe (matematik)
 For alternative betydninger, se Gruppe. (Se også artikler, som begynder med Gruppe)
En gruppe er inden for matematikken en algebraisk struktur. Gruppen er en abstrakt struktur, der tillader undersøgelse af systemer på et mere generelt niveau, end hvis man definerede et konkret system.

## Definition
En gruppe {\displaystyle (G,\star )} er en ikke-tom mængde {\displaystyle G} hvorpå der er defineret en binær operator {\displaystyle \star \colon G\times G\to G}, der opfylder aksiomerne:
1. Lukket mængde: {\displaystyle \forall x,y\in G:x\star y\in G} (Elementet efter operationen er også i gruppen)
2. Associativitet: {\displaystyle \forall x,y,z\in G:(x\star y)\star z=x\star (y\star z)} (det er ligegyldigt om man starter x og y, eller y og z).
3. Neutralt element: {\displaystyle \exists e\in G\;\forall x\in G:e\star x=x\star e=x} (der er et element der gør "ingenting").
4. Inverst element: {\displaystyle \forall x\in G\;\exists y\in G:x\star y=y\star x=e}, hvor {\displaystyle e} er det neutrale element (for hvert element er der et andet element der "virker modsat").

Som oftest, når man har med binære operatorer at gøre, skriver man {\displaystyle x\star y} eller blot {\displaystyle xy} i stedet for den sædvanlige notation {\displaystyle \star (x,y)}. 
Er operatoren {\displaystyle \star } også kommutativ, dvs. {\displaystyle \forall x,y\in G:x\star y=y\star x} (dvs. "rækkefølgen er ligegyldig"), kaldes gruppen {\displaystyle (G,\star )} for en abelsk gruppe (eller kommutativ gruppe) efter den norske matematiker Niels Henrik Abel.
Det kan vises, at for alle {\displaystyle x\in G} er det tilhørende inverse element entydigt bestemt. Det betegnes normalt {\displaystyle x^{-1}}. Desuden er det neutrale element {\displaystyle e} også unikt; alle grupper har præcist et sådant element.

## Undergrupper
En delmængde {\displaystyle H\subseteq G} kaldes en undergruppe af {\displaystyle (G,\star )}, hvis {\displaystyle (H,\star )} er en gruppe i sig selv. Altså skal {\displaystyle H}
1. indeholde det neutrale element: {\displaystyle e\in H},
2. indeholde alle inverse elementer: {\displaystyle \forall x\in H:x^{-1}\in H},
3. være lukket under {\displaystyle \star }: {\displaystyle \forall x,y\in H:x\star y\in H} (dvs. alle operationer med {\displaystyle \star } skal give et element inden for mængden).

Det kan dog vises, at {\displaystyle H\subseteq G} er en undergruppe af {\displaystyle (G,\star )} hvis, og kun hvis
{\displaystyle \forall x,y\in H:x\star y^{-1}\in H}.
Lad {\displaystyle (G,\star )} og {\displaystyle (H,\bullet )} være to grupper. En afbildning {\displaystyle \phi \colon G\to H} kaldes en gruppehomomorfi, hvis {\displaystyle \phi } respekterer sammensætning i de to grupper; dvs. hvis afbildningen af sammensætningen i {\displaystyle G} er lig sammensætningen af elementernes afbildninger i {\displaystyle H}: {\displaystyle \forall x,y\in G:\phi (x\star y)=\phi (x)\bullet \phi (y)}. Hvis en homomorfi også er bijektiv kaldes det en isomorfi. To grupper kaldes isomorfe, hvis der findes en isomorfi mellem dem.

## Eksempler
Et typisk eksempel på en gruppe er (Z, +), mængden af hele tal med operatoren plus:
1. Summen af to heltal vil altid være lig et heltal.
2. Plus er associativt, da (x + y) + z = x + (y + z) for alle heltal x, y og z.
3. Det neutrale element er heltallet 0, da x + 0 = 0 + x = x for alle heltal x.
4. For alle hele tal x er -x igen et heltal, og x + (-x) = (-x) + x = 0, så alle hele tal har et inverst element mht. plus.

Denne gruppe er også abelsk, da x + y = y + x for alle hele tal x og y.
På samme måde er (Q, +), (R, +) og (C, +) (hhv. rationale tal, reelle tal og komplekse tal) også abelske grupper, men ikke (N, +) (naturlige tal, dvs. de positive heltal). Selv (N0, +) er ikke en gruppe, da der ikke findes inverse elementer i de naturlige tal mht. plus. F.eks. kan man ikke finde et naturligt tal at lægge til 2 for at få 0.

### Permutationsgrupper
Lad nu X være en endelig mængde, og lad G = { f: X → X | f bijektiv } være mængden af alle bijektive funktioner fra X ind i sig selv. Disse funktioner i G kaldes også permutationer (af X). Nu bliver (G, •), hvor • betyder funktionssammensætning, til en gruppe:
1. Alle funktionerne er per definition selv medlem af gruppen.
2. Funktionssammensætning er altid associativt, så (f • g) • h = f • (g • h) for alle f, g, h i G.
3. Det neutrale element i G er identitetsfunktionen på X. Dvs. funktionen idX: X → X, hvor idX(x) = x. Nu er det klart, at f • idX = idX • f = f for alle f i G.
4. Da alle funktioner f i G er bijektive, har de også en invers funktion f -1, der også er bijektiv og dermed også et element i G. Dette er også f 's inverse element i gruppen, da f • f -1 = f -1 • f = idX.

Dette kaldes den symmetriske gruppe over X og betegnes Sym(X). Er X mængden {1, 2, ..., n} betegnes Sym(X) blot Sn. Hvis |X| = n, så er Sym(X) isomorf til Sn. 
I modsætning til de forrige eksempler er disse grupper hverken abelske (for n > 2) eller uendelige (|Sn| = n!). Der findes dog både uendelige ikke-abelske grupper og endelige abelske grupper.
Alle de symmetriske grupper og deres undergrupper kaldes under et for permutationsgrupper. Dette er en meget vigtig klasse af grupper, da den i en vis forstand indeholder alle endelige grupper.